# Place de la Paix (Montréal)
Pour les articles homonymes, voir Place de la Paix.
La place de la Paix est un parc urbain de Montréal.

## Situation et accès
Située dans le Quartier des spectacles cette place est située à proximité du Monument-National, la Société des arts technologiques et le Carré Saint-Laurent. 
Cet espace rectangulaire est bordé par le boulevard Saint-Laurent à l'ouest, la rue Saint-Dominique à l'est, la place du Marché au nord et la rue Juliette-Béliveau au sud.

## Bâtiments remarquables et lieux de mémoire
Le parc est fréquenté par les amateurs de skateboard. Il est aussi un lieu de projection de films. « Peace Park » est également le sujet d'un court métrage documentaire.